# Squarespace
Squarespace est un logiciel de gestion de contenu web en mode SaaS (Software as a Service-based), un constructeur de site Web intégré, une plateforme de blogue, un service d'hébergement, une plateforme de commerce et un registraire de nom de domaine. Le système permet aux particuliers et aux entreprises de créer et de maintenir des sites Web, des blogues et des boutiques en ligne. Les services sont seulement disponibles groupés ; ils ne sont pas disponibles séparément. L'hébergement par Squarespace est obligatoire : les particuliers et les entreprises ne peuvent pas héberger leurs propres sites Squarespace
Lancé en mai 2004 par Anthony Casalena, Squarespace compte plus de 580 salariés (à partir d'octobre 2016) et est basé à New York, NY (SoHo).

## Particularités
Squarespace se distingue notamment par :
- une gestion des contenus par glisser-déposer (pas besoin de savoir coder) ;
- des thèmes au design soigné et minimaliste ;
- l'aspect « tout inclus » (exemple : les statistiques et les outils marketing sont intégrés, possibilité de créer une boutique en ligne, un blogue…)[4].

L'outil, est ainsi souvent utilisé par les entreprises et créatifs touchant à la mode, la photographie, le graphisme, la décoration, le numérique…

## Plateformes similaires
- BackBee
- WordPress
- Wix
- Shopify